# X-ミッション
『X-ミッション』（原題: Point Break）は、2015年のアメリカ合衆国・中華人民共和国合作のアクション映画。1991年公開の『ハートブルー』のリメイク作品である。PG12指定。

## ストーリー
元エクストリーム・スポーツのアスリートという経歴を持つ新米FBI捜査官のジョニー・ユタは、謎の犯罪者集団の調査を命令される。犯人達は常人には真似できない危険かつ大胆な方法で犯行を行い、盗んだダイヤや現金はそのまま貧民街にバラ撒くという、目的も一切不明の集団であった。ユタはFBIに認知されていない彼らの犯行がもう1件あることを見抜き、さらに彼らが「オザキ8」と呼ばれる8つのエクストリーム・スポーツに擬えて犯行を行っていることに気づく。
次に彼らが現れるポイントを予測しフランスを訪れたユタは、4つ目の大波の試練に挑戦するも失敗し、死にかけたところを同じく大波に挑戦していたボーディに助けられる。アスリート達からカリスマ的人気を誇る彼は、かつてのアスリート時代のユタを知っており、ユタは彼が事件に絡んでいると知りつつも潜入捜査という形で行動を共にし交友を深めていく。
時に仲間の死を迎えながらも、オザキ8を攻略していくユタとボーディ達であったが、次に金鉱を爆破すると知らされ、ユタはFBI捜査官の正体を明かして止めようとする。しかし、ボーディは止まらず、計画通りに土砂で金鉱を埋め、ユタの追撃を振り切って逃走する。ボーディ一味が犯人と特定されたことからFBIも本腰を入れて捜査にあたり、彼らの資金源を断つが、ボーディは銀行強盗を行い仲間の犠牲を出しながらも成功させる。
7つ目の試練をFBIの捜査が入れないギアナ高地のエンゼルフォールで行うと予想したユタは単身でボーディの後を追う。2人は共にエンゼルフォールを上り、ユタは改めてボーディの説得を試みるが、ボーディは拒否しユタを道連れに滝壺へダイブする。辛くも生きのびたユタは、見つからないボーディもまた生きていると確信する。
1年5ヵ月後、ハワイ沖。大波がうねる嵐の海上で、ユタは失敗した4つ目の試練のためにボーディが現れると読み現地にやってきていた。予想通りやってきたボーディに再度の説得を試みるユタであったが、ボーディの意思は固く、ユタは説得を諦める。そしてユタは、大波に挑戦し飲まれ消えていくボーディを眺めていた。

## キャスト
※括弧内は日本語吹替
- ボーディ - エドガー・ラミレス（津田健次郎）： 犯罪者集団のリーダー。
- ジョニー・ユタ - ルーク・ブレイシー（英語版）（阪口周平）： 新米のFBI捜査官。「ユタ」は友人が付けたニックネームであり、本名は「ブリガム」である。
- パパス - レイ・ウィンストン（浦山迅）： ユタと組むことになった英国支局のベテランFBI捜査官。
- サムサラ - テリーサ・パーマー（田中晶子）： ボーディの友人。ユタと惹かれあっていく。
- グロメ - マティアス・ヴァレラ（英語版）： ボーディの仲間。
- ローチ - クレーメンス・シック（山内健嗣）： ボーディの仲間。
- チャウダー - トビアス・ザンテルマン（英語版）： ボーディの仲間。
- ジェフ - マックス・シエリオット： ユタの親友。事故により死亡する。
- ホール指導官 - デルロイ・リンドー（大友龍三郎）： FBI捜査官。ユタの上司。
- パスカル・アル・ファリク - ニコライ・キンスキー（英語版）： ボーディ達のスポンサー。
- FBI幹部 - ジェームズ・レグロス[5]
- FBI幹部 - ボジェシー・クリストファー[6]
- オノ・オザキ（写真） - Frank Richartz　※クレジット無し

## 評価
- HIHOはくさいアワード（2016年度） 10位